# Filipe Nyusi
Filipe Jacinto Nyusi (ur. 9 lutego 1959 w Cabo Delgado) – mozambicki polityk, minister obrony narodowej od 27 marca 2008 do 14 marca 2014, prezydent Mozambiku w latach 2015–2025. 

## Prezydentura
W wyborach prezydenckich, które odbyły się 15 października 2014 Nyusi był kandydatem partii Front Wyzwolenia Mozambiku. Obecny prezydent Armando Guebuza zgodnie z prawem nie mógł się ubiegać o kolejną 5-letnią kadencję. Filipe Nyusi wygrał w pierwszej turze uzyskując 57,03% głosów. Stanowisko objął oficjalnie 15 stycznia 2015. Niedługo potem objął stanowisko przewodniczącego partii Front Wyzwolenia Mozambiku. 
28 września 2015 Filipe Nyusi wygłosił przemówienie podczas 70. sesji Zgromadzenia Ogólnego ONZ w Nowym Jorku.
15 stycznia 2025 zakończył sprawowanie urzędu prezydenta.